# Tyler Toffoli
Pour les articles homonymes, voir Toffoli.
Tyler Toffoli (né le 24 avril 1992 à Scarborough dans la province de l'Ontario) est un joueur professionnel canadien de hockey sur glace. Il évolue au poste d'attaquant.

## Biographie

### Carrière junior
En 2008, il débute avec les 67's d'Ottawa dans la Ligue de hockey de l'Ontario. Au cours du repêchage d'entrée dans la KHL 2010, il est sélectionné au sixième tour en cent soixante-neuvième position par le Traktor Tcheliabinsk. Puis, il est choisi par les Kings de Los Angeles au deuxième tour en quarante-septième position lors du repêchage d'entrée dans la LNH 2010. 

### Carrière professionnelle

#### Kings de Los Angeles (2011-2020)
En 2011, il passe professionnel avec les Monarchs de Manchester, club-école de Kings dans la Ligue américaine de hockey. Le 16 mars 2013, il joue son premier match dans la Ligue nationale de hockey avec les Kings face aux Sharks de San José. Les Kings remportent la Coupe Stanley 2014. Le 26 juin 2015, il signe un nouveau contrat avec les Kings pour deux saisons. Il va mériter 2,6 millions de dollars durant la première saison, puis son salaire augmentera à 3,9 millions la saison suivante.

#### Canucks de Vancouver (2020)
Le 17 février 2020, il est échangé aux Canucks de Vancouver en retour des attaquants Tim Schaller et Tyler Madden ainsi qu'un choix de 2e tour en 2020 et un choix conditionnel de 4e tour en 2022.  

#### Canadiens de Montréal (2020-2022)
Le 12 octobre 2020, il signe un contrat de quatre ans avec les Canadiens de Montréal,. 

#### Flames de Calgary
Le 14 février 2022, il est échangé aux Flames de Calgary en retour des attaquants Tyler Pitlick et Emil Heineman, un choix de 1er tour au repêchage 2022 et un choix de 5e tour au repêchage de 2023,.

#### Devils du New Jersey
Après avoir demandé aux Flames de l'échanger, son souhait est exaucé et il passe aux mains des Devils du New Jersey le 27 juin 2023. En échange, les Devils envoient le joueur de centre Iahor Charanhovitch ainsi qu'un choix de 3e ronde au repêchage de 2023. Toffoli joue 61 matchs dans l'uniforme des Devils et récolte 26 buts et 18 assistances pour 44 points.

#### Jets de Winnipeg
À la date limite des échanges le 8 mars 2024, Toffoli est échangé aux Jets de Winnipeg en retour d'un choix de 3e ronde en 2024 et d'un choix de 2e ronde en 2025.

## Statistiques

### En club
| Saison     | Équipe                   | Ligue      |     | Saison régulière | Saison régulière | Saison régulière | Saison régulière | Saison régulière |    | Séries éliminatoires | Séries éliminatoires | Séries éliminatoires | Séries éliminatoires | Séries éliminatoires |
| Saison     | Équipe                   | Ligue      | PJ  | B                | A                | Pts              | Pun              | PJ               | B  | A                    | Pts                  | Pun                  |                      |                      |
| 2007-2008  | Canadiens Jr. de Toronto | GTHL       | 83  | 68               | 106              | 174              | 72               |                  |    |                      |                      |                      |                      |                      |
| 2007-2008  | Canadiens Jr. de Toronto | LHJO       | 2   | 2                | 0                | 2                | 0                |                  |    |                      |                      |                      |                      |                      |
| 2008-2009  | 67 d'Ottawa              | LHO        | 54  | 17               | 29               | 46               | 16               | 7                | 2  | 6                    | 8                    | 4                    |                      |                      |
| 2009-2010  | 67 d'Ottawa              | LHO        | 65  | 37               | 42               | 79               | 54               | 12               | 7  | 6                    | 13                   | 10                   |                      |                      |
| 2010-2011  | 67 d'Ottawa              | LHO        | 68  | 57               | 51               | 108              | 33               | 4                | 5  | 3                    | 8                    | 4                    |                      |                      |
| 2010-2011  | Monarchs de Manchester   | LAH        | 1   | 1                | 0                | 1                | 0                | 5                | 1  | 0                    | 1                    | 6                    |                      |                      |
| 2011-2012  | 67 d'Ottawa              | LHO        | 65  | 52               | 48               | 100              | 22               | 18               | 11 | 7                    | 18                   | 21                   |                      |                      |
| 2012-2013  | Monarchs de Manchester   | LAH        | 58  | 28               | 23               | 51               | 18               | -                | -  | -                    | -                    | -                    |                      |                      |
| 2012-2013  | Kings de Los Angeles     | LNH        | 10  | 2                | 3                | 5                | 2                | 12               | 2  | 4                    | 6                    | 0                    |                      |                      |
| 2013-2014  | Monarchs de Manchester   | LAH        | 18  | 15               | 8                | 23               | 4                | -                | -  | -                    | -                    | -                    |                      |                      |
| 2013-2014  | Kings de Los Angeles     | LNH        | 62  | 12               | 17               | 29               | 10               | 26               | 7  | 7                    | 14                   | 10                   |                      |                      |
| 2014-2015  | Kings de Los Angeles     | LNH        | 76  | 23               | 26               | 49               | 37               | -                | -  | -                    | -                    | -                    |                      |                      |
| 2015-2016  | Kings de Los Angeles     | LNH        | 82  | 31               | 27               | 58               | 20               | 5                | 0  | 1                    | 1                    | 2                    |                      |                      |
| 2016-2017  | Kings de Los Angeles     | LNH        | 63  | 16               | 18               | 34               | 22               | -                | -  | -                    | -                    | -                    |                      |                      |
| 2017-2018  | Kings de Los Angeles     | LNH        | 82  | 24               | 23               | 47               | 16               | 4                | 0  | 0                    | 0                    | 0                    |                      |                      |
| 2018-2019  | Kings de Los Angeles     | LNH        | 82  | 13               | 21               | 34               | 23               | -                | -  | -                    | -                    | -                    |                      |                      |
| 2019-2020  | Kings de Los Angeles     | LNH        | 58  | 18               | 16               | 34               | 16               | -                | -  | -                    | -                    | -                    |                      |                      |
| 2019-2020  | Canucks de Vancouver     | LNH        | 10  | 6                | 4                | 10               | 4                | 7                | 2  | 2                    | 4                    | 0                    |                      |                      |
| 2020-2021  | Canadiens de Montréal    | LNH        | 52  | 28               | 16               | 44               | 24               | 22               | 5  | 9                    | 14                   | 6                    |                      |                      |
| 2021-2022  | Canadiens de Montréal    | LNH        | 37  | 9                | 17               | 26               | 4                | -                | -  | -                    | -                    | -                    |                      |                      |
| 2021-2022  | Flames de Calgary        | LNH        | 37  | 11               | 12               | 23               | 10               | 12               | 2  | 3                    | 5                    | 6                    |                      |                      |
| 2022-2023  | Flames de Calgary        | LNH        | 82  | 34               | 39               | 73               | 28               | -                | -  | -                    | -                    | -                    |                      |                      |
| 2023-2024  | Devils du New Jersey     | LNH        | 61  | 26               | 18               | 44               | 12               | -                | -  | -                    | -                    | -                    |                      |                      |
| 2023-2024  | Jets de Winnipeg         | LNH        | 18  | 7                | 4                | 11               | 2                | 5                | 2  | 0                    | 2                    | 0                    |                      |                      |
| Totaux LNH | Totaux LNH               | Totaux LNH | 812 | 260              | 261              | 521              | 230              | 93               | 20 | 26                   | 46                   | 24                   |                      |                      |

### En équipe nationale
| Année | Équipe | Compétition          |    | PJ | B | A | Pts | Pun | +/-           |  | Résultat |
| 2015  | Canada | Championnat du monde | 10 | 2  | 3 | 5 | 2   | +9  | Médaille d'or |  |          |
| 2023  | Canada | Championnat du monde | 10 | 3  | 3 | 6 | 2   | +3  | Médaille d'or |  |          |

## Trophées et honneurs personnels

### Ligue de hockey de l'Ontario
- 2008-2009 : nommé dans l'équipe des recrues
- 2009-2010 : participe au Match des étoiles
- 2010-2011 : 
  - remporte le trophée Eddie-Powers
  - remporte le trophée Jim-Mahon
  - nommé dans la première équipe d'étoiles
- 2011-2012 : remporte le trophée Jim-Mahon

### Ligue américaine de hockey
- 2012-2013 : 
  - sélectionné pour le Match des étoiles avec l'association de l'Est
  - remporte le trophée Dudley-« Red »-Garrett
  - nommé dans l'équipe des recrues

### Ligue nationale de hockey
- 2013-2014 : remporte la coupe Stanley avec les Kings de Los Angeles